# Monumentul lui Ion Creangă (Ermoclia)
Monumentul lui Ion Creangă este un monument amplasat în Ermoclia, raionul Ștefan Vodă, Republica Moldova. Este un fost monument de artă de importanță națională, care a fost inclus în Registrul monumentelor Republicii Moldova ocrotite de stat cu nr. 303 (raionul Ștefan Vodă) până la eliminarea sa la 28 septembrie 2018. Datează din 1989.